# Udsali (Rõuge)
Udsali is een plaats in de Estlandse gemeente Rõuge, provincie Võrumaa. De plaats heeft de status van dorp (Estisch: küla).

## Bevolking
De ontwikkeling van het aantal inwoners blijkt uit het volgende staatje:
| Jaar            | 2011 | 2017 | 2019 | 2021 |
| --------------- | ---- | ---- | ---- | ---- |
| Aantal inwoners | 1    | 4    | < 4  | < 4  |

## Ligging
Het plaatsje ligt in het natuurpark Haanja looduspark. Aan de zuidkant grenst Udsali aan het meer Kurgjärv (12,3 ha). Rõuge, de hoofdplaats van de gemeente, ligt 5 km ten westen van Udsali.

## Geschiedenis
Udsali heette achtereenvolgens Uthsahla (1684), Udsal Micko (1688), Utzallo (1758) en Utsale (1765). Het dorp lag op het landgoed van Hahnhof (Haanja). Tussen 1977 en 1997 viel het dorp onder Rasva.